# Проспект Академика Глушкова

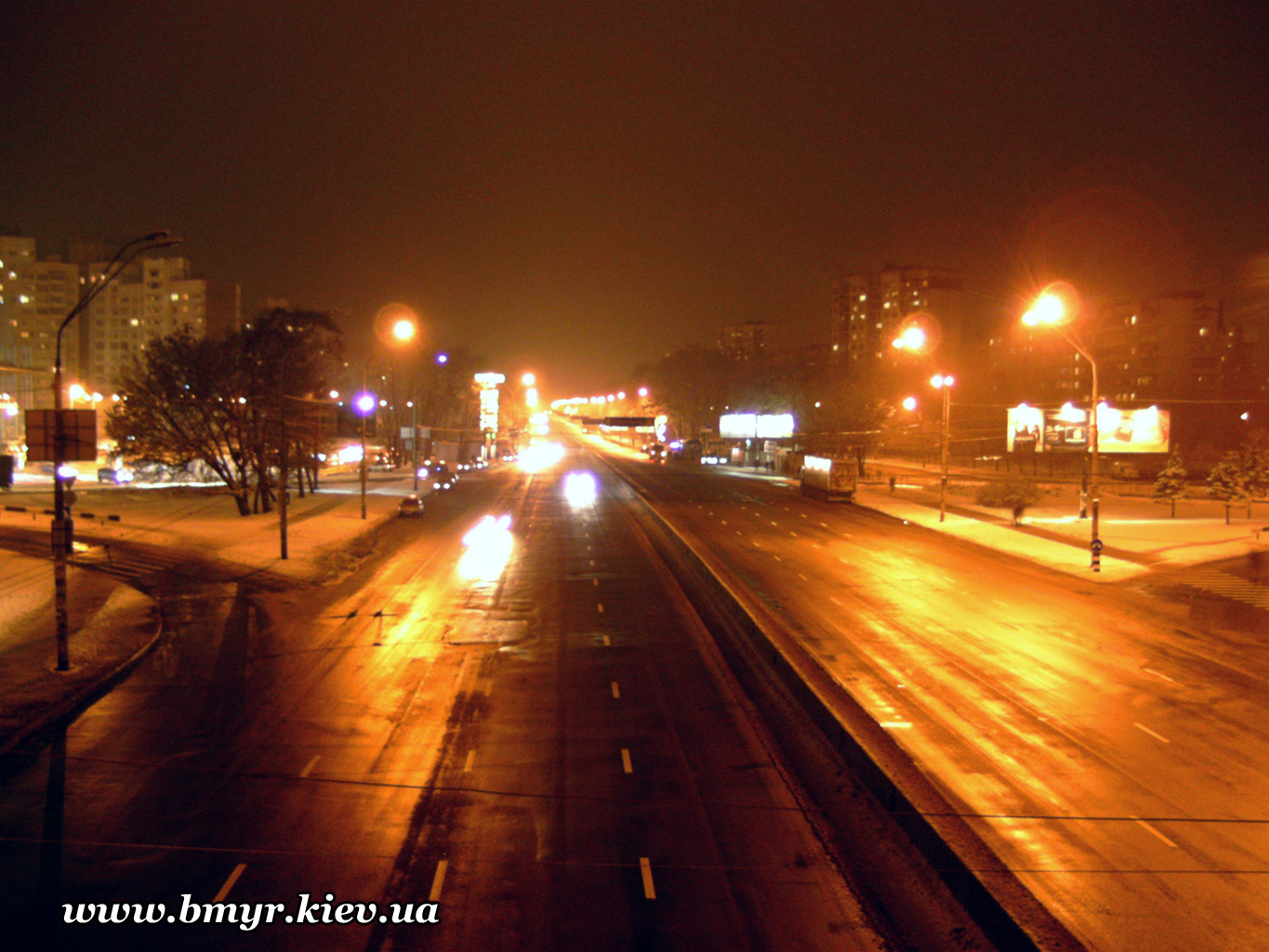
Вид на проспект Академика Глушкова с Одесской площади (январь 2009 года)

Проспе́кт Акаде́мика Глушко́ва — один из проспектов Киева, находящийся в Голосеевском районе.
Пролегает от Голосеевского проспекта и Васильковской улицы до границы города (продолжением служит Одесское шоссе).
Проспект был проложен в 1950-е годы как новое шоссе Киев—Одесса и в 1957 году вошёл в состав проспекта 40-летия Октября (ныне Голосеевский проспект). В 1976 году чётная часть проспекта от Одесской площади до городской границы получила название проспект Маршала Кошевого.
В 1983 году от проспекта 40-летия Октября был отделён его крайний южный участок между Васильковской улицей (пересечение с проспектом вблизи ВДНХ) и городской границей, который был назван в честь выдающегося учёного-кибернетика Виктора Глушкова, — так окончательно сформировался проспект в нынешнем виде.
К проспекту примыкают улицы Софьи Ковалевской, Василия Касияна, Академика Заболотного, Кольцевая дорога и Чабановская улица. Проспект проходит через Одесскую площадь между микрорайонами Теремки-1 и Теремки-2. Вдол проспекта проходит крайний южный участок Оболонско-Теремковской линии метро (станции «Выставочный центр», «Ипподром», «Теремки»).
Протяжённость проспекта составляет 4,1 км. Нумерация зданий с севера на юг, нечётная сторона — восточная.

## Важные учреждения
- № 1 — Национальный комплекс «Экспоцентр Украины»;
- № 2 — кампус Киевского национального университета им. Т. Шевченко (факультеты: радиофизический, кибернетики, физический, механико-математический, географический, биологический; спорткомплекс; военный институт);
- № 3 — автостанция «Южная»;
- № 6 — физико-математический лицей КНУ им. Т. Шевченко;
- № 9 — Ледовый стадион;
- № 10 — Киевский ипподром;
- № 13б — ТРЦ «Магелан»;
- № 17а — общеобразовательная школа № 269;
- № 20 — детский сад № 513 «Теремок»;
- № 28 — средняя общеобразовательная школа № 132;
- № 31а — ДЮСШ по горному велоспорту «Голосеев»; спортивный комплекс;
- № 36 — супермаркет «Велика Кишеня»;
- № 40 — Кибернетический центр (в него входят Институт кибернетики имени В. М. Глушкова НАН Украины (базовое учреждение); Институт проблем математических машин и систем НАН Украины; Институт программных систем НАН Украины[укр.]; Институт космических исследований НАН Украины и ГКА Украины; Международный научно-учебный центр информационных технологий и систем НАН Украины и МОН Украины[укр.]; Институт прикладного системного анализа МОН Украины и НАН Украины);
- № 41б — детский сад № 285 санаторного типа;
- № 42в — Международный Европейский университет;
- № 55а — школа-детсад «Барвинок».

## Транспорт
- Троллейбусы 11, 12, 43, 45.
- Автобус 38, 56, 57, 75.
- Маршрутное такси 208, 212, 416, 491, 546, 548, 556.
- Станции метро «Выставочный центр», «Ипподром», «Теремки».